# Jeffrey Talan
Jeffrey Dennis Talan (Katwijk, 29 september 1971) is een voormalig Nederlands profvoetballer, die als rechtsbuiten voornamelijk bekendheid kreeg gedurende zijn periode bij sc Heerenveen. In die periode speelde hij acht interlands voor het Nederlands voetbalelftal, waarin hij eenmaal scoorde.
Hij is de jongere broer van Ricky Talan, tevens een ex-profvoetballer.

## Carrière
Talan genoot zijn opleiding in de jeugd van VV Katwijk, alvorens hij de overstap maakte naar FC Den Haag. Bij deze club maakte hij in het seizoen 1990/91 zijn debuut in de Nederlandse Eredivisie. Na twee seizoenen op het hoogste niveau waarin Talan 17 wedstrijden speelde, degradeerde de club die toen ADO Den Haag heette naar de Eerste divisie. Daar zou hij drie seizoenen zijn kunsten vertonen om vervolgens in de belangstelling te komen staan van sc Heerenveen.
Bij sc Heerenveen was Talan direct een basisspeler en scoorde hij als rechteraanvaller ook regelmatig een doelpunt. Enkele blessures hielden hem enige tijd langs de kant, maar bij zijn terugkeer veroverde hij vrijwel steeds meteen weer een basisplaats.
Op 10 oktober 1998 maakte Talan zijn debuut in het Nederlands elftal. In de vriendschappelijke wedstrijd tegen Peru mocht Talan vanaf het begin meedoen en speelde vervolgens ook de volle negentig minuten. In de aanloop naar het EK voetbal 2000 dat in Nederland en België werd gehouden, speelde hij in totaal vijfmaal in Oranje. Tijdens dit EK moest Talan voor de buis toekijken vanwege een ernstige blessure aan zijn knie. Na het EK maakte de nieuwe bondscoach, Louis van Gaal, nog driemaal gebruik van de diensten van Talan in drie WK kwalificatiewedstrijden waarin hij eenmaal scoorde.
Gedurende het seizoen 2002/03 zette Talan op 31-jarige leeftijd een punt achter zijn actieve voetbalcarrière wegens een chronische knieblessure. Talan werd in 2010 jeugdtrainer bij sc Heerenveen en in 2016 werd hij hoofd opleidingen bij die club. In het seizoen 2019/20 en 20/21 was hij assistent-trainer bij het eerste elftal van sc Heerenveen. Begin 2022 vervulde hij deze rol weer op interimbasis, waarna hij in juni 2022 als assistent-trainer bij Almere City FC startte.

## Statistieken

### Clubvoetbal
| Seizoen | Club          | Land      | Competitie     | Wed. | Goals |
| ------- | ------------- | --------- | -------------- | ---- | ----- |
| 1990/91 | FC Den Haag   | Nederland | Eredivisie     | 4    | 0     |
| 1991/92 | FC Den Haag   | Nederland | Eredivisie     | 13   | 1     |
| 1992/93 | ADO Den Haag  | Nederland | Eerste divisie | 30   | 5     |
| 1993/94 | ADO Den Haag  | Nederland | Eerste divisie | 23   | 3     |
| 1994/95 | FC Den Haag   | Nederland | Eerste divisie | 19   | 6     |
| 1995/96 | sc Heerenveen | Nederland | Eredivisie     | 26   | 9     |
| 1996/97 | sc Heerenveen | Nederland | Eredivisie     | 23   | 3     |
| 1997/98 | sc Heerenveen | Nederland | Eredivisie     | 10   | 2     |
| 1998/99 | sc Heerenveen | Nederland | Eredivisie     | 31   | 8     |
| 1999/00 | sc Heerenveen | Nederland | Eredivisie     | 24   | 9     |
| 2000/01 | sc Heerenveen | Nederland | Eredivisie     | 32   | 7     |
| 2001/02 | sc Heerenveen | Nederland | Eredivisie     | 19   | 2     |
| 2002/03 | sc Heerenveen | Nederland | Eredivisie     | 2    | 0     |
| Totaal  | Totaal        | Totaal    | Totaal         | 256  | 55    |

### Interlands
| Datum      | Wedstrijd             | Score | Kader             | Goals | Invaller   | Gewisseld  |   |   |   |
| ---------- | --------------------- | ----- | ----------------- | ----- | ---------- | ---------- | - | - | - |
| 10-10-1998 | Nederland - Peru      | 2 - 0 | Vriendschappelijk | 0     |            |            | 0 | 0 | 0 |
| 13-10-1998 | Nederland - Ghana     | 0 - 0 | Vriendschappelijk | 0     |            | 46e minuut | 0 | 0 | 0 |
| 18-11-1998 | Duitsland - Nederland | 1 - 1 | Vriendschappelijk | 0     |            | 73e minuut | 0 | 0 | 0 |
| 29-03-2000 | België - Nederland    | 2 - 2 | Vriendschappelijk | 0     | 75e minuut |            | 0 | 0 | 0 |
| 26-04-2000 | Nederland - Schotland | 0 - 0 | Vriendschappelijk | 0     | 60e minuut |            | 0 | 0 | 0 |
| 02-09-2000 | Nederland - Ierland   | 2 - 2 | WK kwalificatie   | 1     | 66e minuut |            | 0 | 0 | 0 |
| 07-10-2000 | Cyprus - Nederland    | 0 - 4 | WK kwalificatie   | 0     |            | 59e minuut | 0 | 0 | 0 |
| 11-10-2000 | Nederland - Portugal  | 0 - 2 | WK kwalificatie   | 0     | 46e minuut |            | 0 | 0 | 0 |